# Casa Viles
Casa Viles és una obra de Selvanera, al municipi de Torrefeta i Florejacs (Segarra) inclosa a l'Inventari del Patrimoni Arquitectònic de Catalunya.

## Descripció
Gran edifici senyorial de tres plantes. Es caracteritza per la utilització de grans carreus horitzontals de pedra. A la façana sud, la que dona al carrer Sant Antoni, hi ha una entrada amb gran llinda de pedra, on posa la data de 1699. Aquesta entrada dona a un passadís on hi han diferents entrades a l'interior de l'edifici. A la dreta de l'entrada, hi ha una obertura. Al pis següent, hi ha diverses obertures, al darrer, hi ha un balcó suportat per mènsules. Hi ha una entrada balconera, on, a la llinda, hi vindria a posar que aquesta llinda està dedicada pel reverend jesuïta Miquel Viles al Josep Viles, l'any 1700. A l'esquerra del balcó hi ha una finestra. Aquesta façana dona a un petit pati. A la façana est hi ha dues finestres amb ampit al darrer pis. La resta de façanes cobertes per edificis adjacents. La coberta és pràcticament plana.

## Història
Josep Viles (pare) va néixer el 1658 i va morir el 1704 a Selvanera amb quaranta-sis anys. Josep Viles (fill) va néixer el 1676 i va morir el 1716 a Selvanera amb quaranta anys.